# 付与
| ウィキペディアには「付与」という見出しの百科事典記事はありません（タイトルに「付与」を含むページの一覧/「付与」で始まるページの一覧）。 代わりにウィクショナリーのページ「付与」が役に立つかもしれません。 |